# 13407 Ikukomakino
13407 Ikukomakino è un asteroide della fascia principale. Scoperto nel 1999, presenta un'orbita caratterizzata da un semiasse maggiore pari a 3,0766273 au e da un'eccentricità di 0,2611488, inclinata di 2,19330° rispetto all'eclittica.